# Caenis (geslacht)
Caenis is een geslacht van haften (Ephemeroptera) uit de familie Caenidae.

## Soorten
- Caenis aethiopica
- Caenis alicae
- Caenis amica
- Caenis amurensis
- Caenis anceps
- Caenis antelucana
- Caenis antoniae
- Caenis argentina
- Caenis argillosa
- Caenis arwini
- Caenis aspera
- Caenis bajaensis
- Caenis basuto
- Caenis belfiorei
- Caenis bella
- Caenis berneri
- Caenis beskidensis
- Caenis bicornis
- Caenis brevipes
- Caenis burmeisteri
- Caenis candelata
- Caenis candida
- Caenis capensis
- Caenis carloi
- Caenis catherinae
- Caenis chamie
- Caenis cibaria
- Caenis cigana
- Caenis cincta
- Caenis corana
- Caenis corbeti
- Caenis cornigera
- Caenis cornuta
- Caenis corpulenta
- Caenis cubensis
- Caenis cuniana
- Caenis dangi
- Caenis demoulini
- Caenis diminuta
- Caenis dominguezi
- Caenis douglasi
- Caenis duodecima
- Caenis edwardsi
- Caenis eglinensis
- Caenis elouardi
- Caenis fasciata
- Caenis femina
- Caenis fittkaui
- Caenis gattolliati
- Caenis ghibana
- Caenis gilbonensis
- Caenis gilliesi
- Caenis gonseri
- Caenis granifera
- Caenis helenae
- Caenis hilaris
- Caenis hissari
- Caenis hoggariensis
- Caenis horaria
- Caenis inflexa
- Caenis insularis
- Caenis jinjana
- Caenis jinjanoides
- Caenis johannae
- Caenis jungi
- Caenis kimminsis
- Caenis kivuensis
- Caenis knowlesi
- Caenis kohli
- Caenis kopetdagi
- Caenis kungu
- Caenis lactea
- Caenis latipennis
- Caenis liebenauae
- Caenis lubrica
- Caenis luctuosa
- Caenis ludicra
- Caenis macafferti
- Caenis macronyx
- Caenis macrura
- Caenis maculata
- Caenis magnipilosa
- Caenis malzacheri
- Caenis margherita
- Caenis martae
- Caenis melanoleuca
- Caenis miliaria
- Caenis moe
- Caenis montana
- Caenis nachoi
- Caenis namorona
- Caenis nausicaae
- Caenis nemoralis
- Caenis nervulosa
- Caenis nigricola
- Caenis nigropunctata
- Caenis nishinoae
- Caenis nitida
- Caenis noctivaga
- Caenis occulta
- Caenis octulusa
- Caenis orthostilata
- Caenis pallida
- Caenis panamensis
- Caenis parabrevipes
- Caenis parisi
- Caenis parviforceps
- Caenis perpusilla
- Caenis pflugfelderi
- Caenis philippinensis
- Caenis picea
- Caenis piscina
- Caenis plaumanni
- Caenis pseudamica
- Caenis pseudorivulorum
- Caenis punctata
- Caenis pusilla
- Caenis pustula
- Caenis pycnacantha
- Caenis pygmaea
- Caenis quatipuruica
- Caenis reissi
- Caenis rivulorum
- Caenis robusta
- Caenis rugosa
- Caenis rutila
- Caenis scotti
- Caenis sigillata
- Caenis sinensis
- Caenis solida
- Caenis spinosa
- Caenis srinagari
- Caenis strugaensis
- Caenis subota
- Caenis taratopo
- Caenis tardata
- Caenis teipunensis
- Caenis tenella
- Caenis tuba
- Caenis uruzu
- Caenis valentinae
- Caenis vanuatensis
- Caenis vermifera
- Caenis yangi
- Caenis youngi